# Andrej Vukotič
Andrej Vukotič (* 6. června 1986 Bělehrad) je český basketbalista hrající Národní basketbalovou ligu za tým USK Praha. Hraje na pozici rozehrávače. Je vysoký 185 cm, váží 80 kg.

## Kariéra
- 2004–2005 : USK Praha
- 2005–2006 : Sparta Praha
- 2006–2007 : BK Sadská
- 2007–2008 : USK Praha

## Statistiky
| Sezóna   | Soutěž      | Odehrané minuty | Průměr na zápas | Body | Průměr na zápas |
| -------- | ----------- | --------------- | --------------- | ---- | --------------- |
| 2004/05  | Mattoni NBL | 47.0            | 6.7             | 14   | 2.0             |
| 2004/05  | extraliga   | 112.4           | 37.5            | 76   | 25.3            |
| 2005/06  | Mattoni NBL | 596.1           | 21.3            | 212  | 7.6             |
| 2006/07* | Mattoni NBL | 528.4           | 27.8            | 163  | 8.6             |

 *Rozehraná sezóna - údaje k 20.1.2007